# Lígula (unidade)
A lígula era uma unidade de volume utilizada no Império Romano.
Originalmente, a palavra era usada para designar uma pequena colher. Mais tarde, passou a ser usada especialmente pelos médicos como unidade de medida. A lígula valia 1/48 sesteiros, ou seja, o equivalente a cerca 1,125 cl.